# Diana Nyad
Diana Nyad (födelsenamn Sneed), född 22 augusti 1949, är en amerikansk författare, journalist, föreläsare och långdistanssimmare. Nyad fick nationell uppmärksamhet 1975 när hon simmade runt Manhattan (45 km) och 1979 när hon simmade från norra Bimini, Bahamas, till Juno Beach, Florida (164 km). När hon 2013, i sitt femte försök och vid en ålder av 64 år, lyckades simma från Havanna på Kuba till Key West i Florida, en sträcka på 177 km, blev hon den första att göra det utan hjälp av en hajbur. Nyad har en gång rankats som nummer tretton bland USA:s kvinnliga spelare i squash.

## Karriär
Nyad har skrivit fyra böcker: Other Shores (1978) om sitt liv och distanssimning, Basic Training for Women (1981), Boss of Me: The Keyshawn Johnson Story (1999), och Find a Way: One Wild and Precious Life (2015). Hon har också skrivit för dagstidningen The New York Times, National Public Radios (NPR) nyhetsprogram All Things Considered, tidskriften Newsweek och andra publikationer. I kompanjonskap med väninnan Bonnie Stoll (en gång rankad nummer tre på damernas proffstour i racquetball) har Nyad företaget BravaBody som syftar till att ge onlineråd om träning till kvinnor över 40 år, med två världsklassidrottare som ger direkt inspiration och skräddarsydda workouts. Genom agenturen Gold Star  höll hon 2006 en serie motivationsföreläsningar för ett arvode på mellan 10 000 och 15 000 dollar. 
Nyad var tidigare värd för public service-radioprogrammet The Savvy Traveler. Dessutom var hon föremål för en kort dokumentär vid namn Diana på webbkanalen WIGS under 2012. År 2006 medverkade hon i NPR:s eftermiddagsnyheter All Things Considered en gång i veckan på torsdagar. Hon var också "business of sport"-kommentator (kommentator för nyheter rörande sport och ekonomi) för radiobolaget American Public Medias public service-radioprogram Marketplace, ett program som fokuserar på nyheter inom näringslivet. Hon medverkade också under en tid regelbundet i CBS News nyhetsprogram Sunday Morning.
I sin självbiografi från 1978 beskriver Nyad marathonsimming som en kamp för överlevnad mot en brutal fiende – havet – och skriver att den enda seger som är möjlig är att "röra den andra stranden" (på engelska: "touch the other beach").

## Privatliv
Nyad har sagt att en faktor i hennes beslutsamhet under simningen var hennes ilska runt, och hennes önskan att övervinna, de sexuella övergrepp hon sagt att hon upplevt som barn. Nyad har talat offentligt om denna fråga.
Nyad är öppet lesbisk och ateist.